# Leandra niederleinii
Leandra niederleinii är en tvåhjärtbladig växtart som beskrevs av Célestin Alfred Cogniaux. Leandra niederleinii ingår i släktet Leandra och familjen Melastomataceae. Inga underarter finns listade i Catalogue of Life.